# パラッ娘
パラッ娘（ぱらっこ）は、2008年1月に結成した関西で活躍する女の子ユニット。
愛知県版のユニット名は『パラッ娘』ではなく『パラダイスガール』と呼ばれていた。意味は同意語である。
脇坂みき、阪本智子、新美佳世、木下彩、長尾優喜子の5人により結成。当初は7人の予定だったが、最終的に5人となった。2008年3月には雑誌『シティパラダイス』のイメージガールにも決まっていた。
2008年6月20日から、脇沢美樹による新ユニットPudding（プディング）に改名。これによりパラッ娘は活動を停止。

## 大阪版メンバー
- 脇沢みき
  - 1987年3月16日生まれ
  - 石川県出身
  - 雑誌「Be-GIRLS」で一気に人気に。以前出演した新美佳世・阪本智子らと2008年1月に「パラッ娘」を結成してデビュー予定。
  - ボーイッシュで明るく元気なパラッ娘いちばんの正統派。
  - チャームポイントは大きなアーモンド型の目。2008年6月から新美佳世と共に「Pudding(プディング）」に改名。
- 阪本智子
  - 1988年4月23日生まれ
  - 関西スパイガールセレクト専属モデルとして読者からの人気投票第1位。
  - モデルを経て、2008年1月に大阪発アイドルユニット「パラッ娘」を結成してデビュー。
  - パラッ娘いちばんのお笑い的存在でバンタンデザイン研究所ヘアメイクLAB在校生でもある。今後「Pudding」に加盟の可能性あり。
- 新美佳世
- 木下彩
- 長尾優喜子

## ラジオ番組
「パラッ娘〜Pallarel Kiss」→「Pudding（プディング）〜Pallarel Kiss」
関西地区ではKiss-FM KOBEで毎週金曜日21:00〜21:30の番組が2007年1月4日からスタートした。